# Резак фотографический

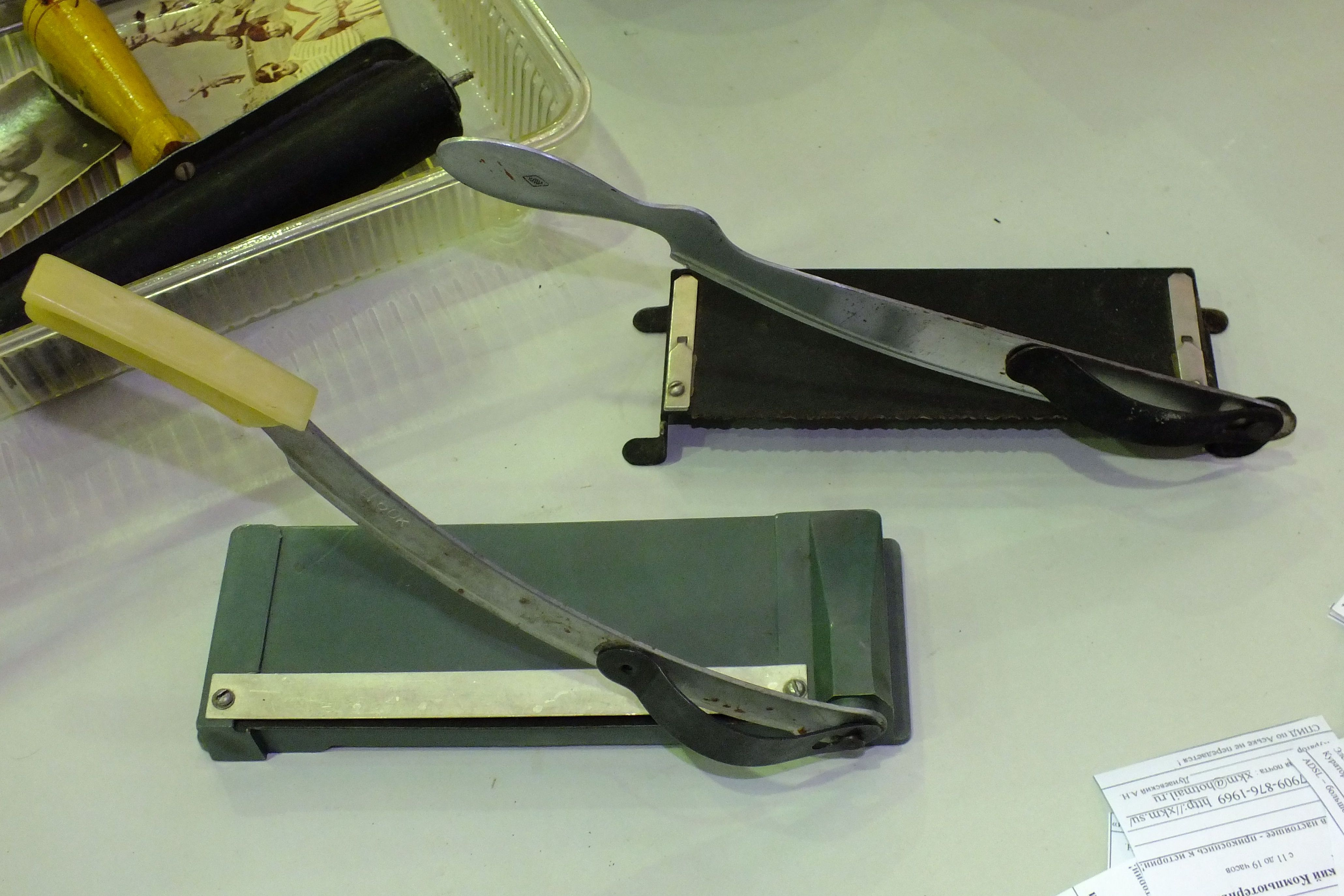
Резаки фотографические, «прямой» и «фигурный». СССР, 1980-е годы.

Реза́к фотографи́ческий — специальное устройство, предназначенное для обрезки кромок фотографий.
Первые образцы, по всей видимости, появились на рубеже XIX—XX вв. (судя по снимкам старых фоторезаков фирмы Eastmen Kodak, опубликованных на eBay). Первые резаки были сконструированы по гильотинному типу и имели ровную кромку ножа.
После окончания Второй мировой войны в обиход вошли гильотинные фоторезаки с фигурными краями. Мода на фотоснимки с фигурными краями достигла своего пика в 1950-е и 1960-е годы, в дальнейшем сойдя на нет. В 1980-х годах фоторезаки дополнились модифицированной версией станкового типа. В 1990-е годы выпуск советских фоторезаков прекратился — их заменили зарубежные аналоги гильотинного и роликового типов.